# Gabinete do Barém
O Gabinete do Barém é o principal órgão executivo do Reino do Barém. De acordo com o Artigo 32(b) da Constituição de 2002, "o poder executivo é investido no Rei, juntamente com o Conselho de Ministros e Ministros". O Conselho de Ministros (Gabinete) é nomeado diretamente pelo Rei (Artigo 33d).
O Barém teve dois primeiros-ministros desde a independência do país em 1971: Khalifa bin Salman Al Khalifa, tio do rei Hamad bin Isa al-Khalifa. Khalifa bin Salman Al Khalifa faleceu em 11 de novembro de 2020 e foi sucedido pelo filho do rei, o príncipe herdeiro Salman bin Hamad bin Isa Al Khalifa.